# Драматичний театр імені Стояна Бачварова
Драматичний театр імені Стояна Бачварова (болг. Драматичен театър „Стоян Бъчваров“) — державний театр, культурний символ Варни.

## Історія

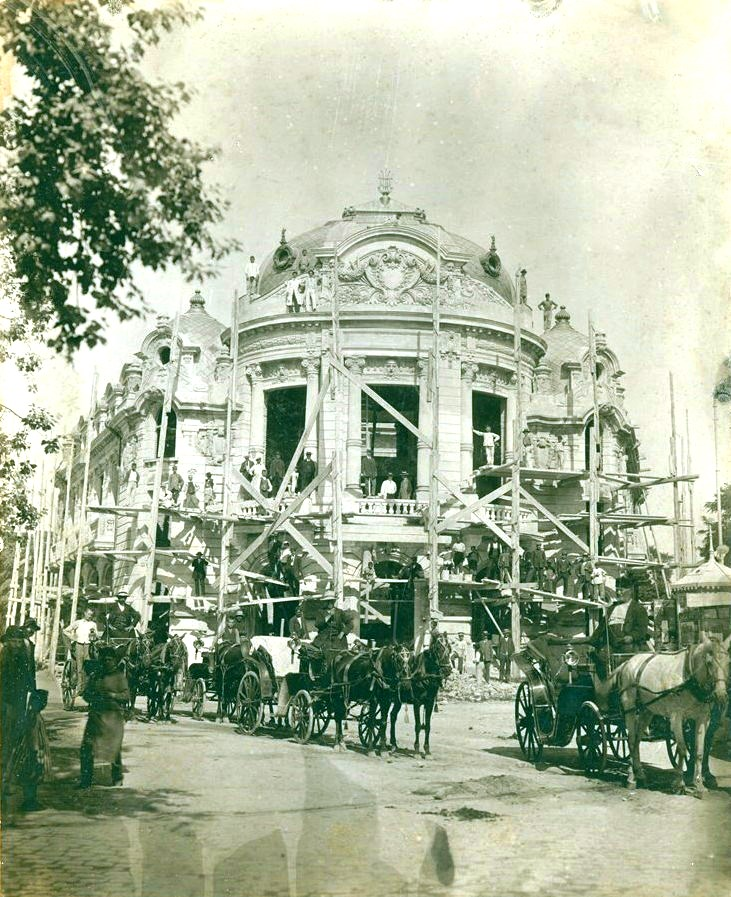
Будівля театру, 1914

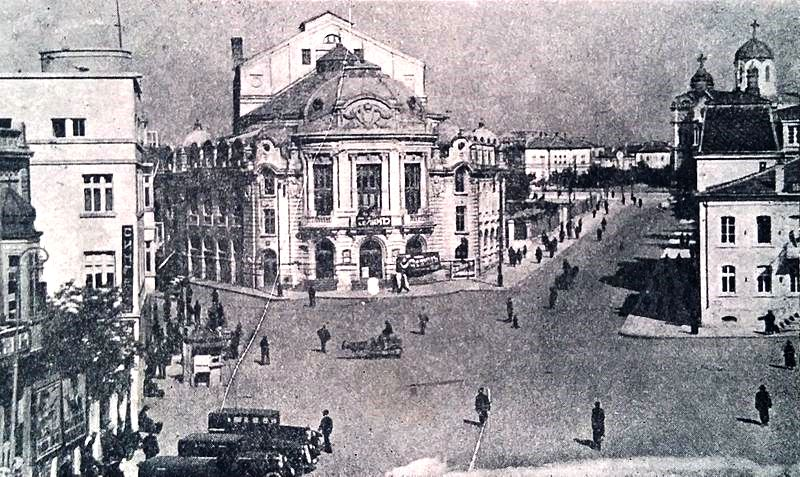
Театр у 1935

Театр було створено в 1921 року за рішенням муніципальної ради міста Варна, він розташований в одній з найкрасивіших будівель у Болгарії (архітектор Никола Лазаров, стиль — французьке бароко).
Першим спектаклем театру був «Инстинктът» Кестмекера (12 березня 1921 року).
У 1957 року, з нагоди його 35-річчя, театру присвоєно ім'я Стояна Бачварова. У 1976 — 1990 роках при театрі функціонувала дитяча театральна студія, художнім керівником і режисером якої був Руслан Райков. З 1992 року у театрі проходить театральний фестиваль «Варнянське літо».

### Директори
Стоян Бахаров, І. Даніель, М. Ікономов, І. Янев, В. Тенев, Г. Донев, Дж. Черкезов, П. Атанасов, П. Димитров, Н. Фол, Н. Ікономов, Д. Вангелов, Н. Попов, А. Хаджирстов, Н. Савов, П. Дамянова, Л. Кирилов, Г. Парушев, Г. Мандаджиєв, К. Момчев, А. Ламбев, С. Папазова, К. Бандутов.

### Режисери
Н. Фол, Хрисан Цанков, І. Янев, Георгій Костов, Г. Громов, І. Гершкович, Стефан Кортенскі, І. Іванов, Б. Тафков, В. Цанков, Л. Кирков, Б. Тафков.

### Сценографи
М. Карольова, В. Л. Лінгорський, В. Мисін, М. Михайлов.

## Драматурги
Г. Гочев, М. Матеєв, Г. Парушев.